# 디미트리오스 비켈라스

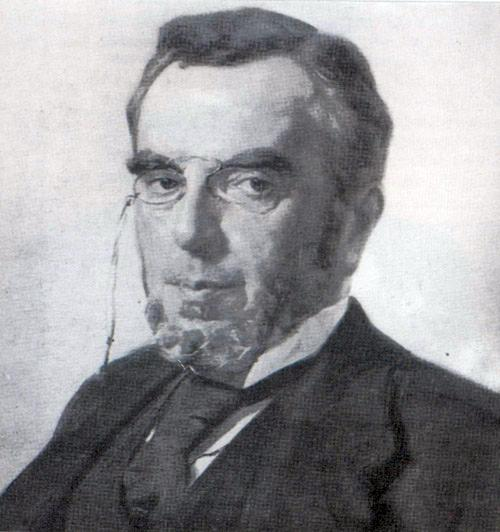
디미트리오스 비켈라스

디미트리오스 비켈라스(그리스어: Δημήτριος Βικέλας, 1835년 ~ 1908년)는 쿠베르탱과 함께 국제 올림픽 위원회(IOC)를 설립했으며, 초대 위원장을 지냈다.